# Karl-Heinz Bußert
Karl-Heinz Bußert (n. 8 ianuarie 1955, Brandenburg an der Havel, Potsdam District⁠(d), RDG) este un canotor ce a reprezentat Republica Democrată Germană, medaliat olimpic. A participat la o ediție a Jocurilor Olimpice (1976) în care a câștigat o medalie de aur.

## Participări
Lista de mai jos prezintă principalele competiții la care a participat Karl-Heinz Bußert de-a lungul carierei.
- rowing at the 1976 Summer Olympics – men's quadruple sculls[*][6]